# Hassan Kachloul
Hassan Kachloul (Agadir, 19 febbraio 1973) è un ex calciatore marocchino, di ruolo centrocampista.

## Palmarès

### Club

#### Competizioni internazionali
- Coppa Intertoto UEFA: 1

Aston Villa: 2001